# Megachile funeraria
Megachile funeraria là một loài Hymenoptera trong họ Megachilidae. Loài này được Smith mô tả khoa học năm 1863.